# Стивенсон (Мичиген)
Стивенсон (Мичиген) (енгл. Stephenson) град је у америчкој савезној држави Мичиген. По попису становништва из 2010. у њему је живело 862 становника.

## Демографија
Према попису становништва из 2010. у граду је живело 862 становника, што је 13 (1,5%) становника мање него 2000. године.
| Група             | 2000.       | 2010.       |
| Белци             | 858 (98,1%) | 827 (95,9%) |
| Афроамериканци    | 1 (0,1%)    | 1 (0,1%)    |
| Азијати           | 3 (0,3%)    | 3 (0,3%)    |
| Хиспаноамериканци | 1 (0,1%)    | 19 (2,2%)   |
| Укупно            | 875         | 862         |